# Stele von Kocaoğuz

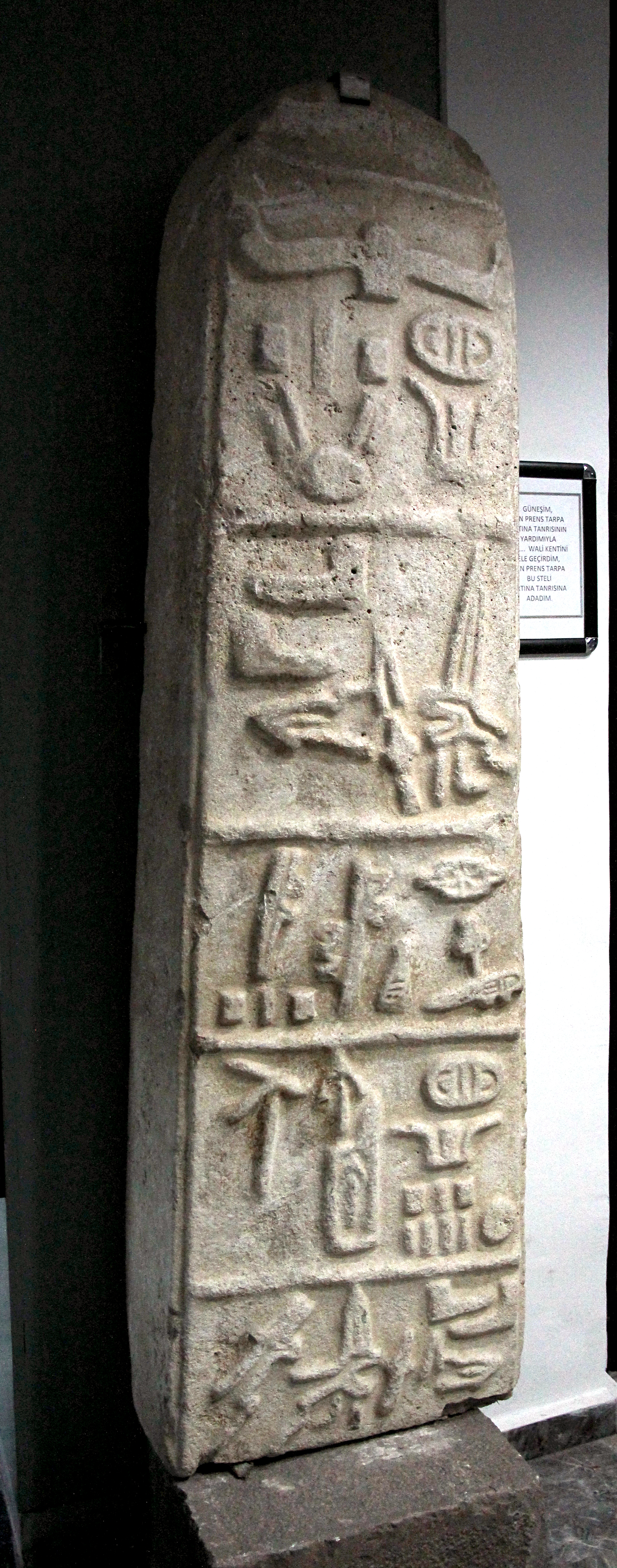
Stele von Kocaoğuz

Die Stele von Kocaoğuz ist ein hethitisches Monument aus der Umgebung von Çay in der zentraltürkischen Provinz Afyonkarahisar und ist im Archäologischen Museum Afyonkarahisar ausgestellt. Sie zählt wahrscheinlich zu den wenigen bekannten freistehenden Steinbildwerken aus der Zeit des hethitischen Großreichs.

## Fund
Im März 1999 berichtete der türkische Journalist Özgen Acar in der Zeitschrift Antik Dekor über eine Raubgrabung, bei der eine Stele mit einer hieroglyphen-luwischen Inschrift gefunden worden war. Auf Anraten von İlhan Temizsoy, dem damaligen Direktor des Museums für anatolische Zivilisationen in Ankara, unternahm das Direktorat des Archäologischen Museums Afyonkarahisar Nachforschungen, bei denen der Fundort der Stele ausfindig gemacht wurde. Nach der Befragung eines Dorfbewohners konnte die Stele zusammen mit einem Sarkophag und mehreren Funden aus römischer Zeit ins Museum von Afyonkarahisar gebracht werden. Nach dessen Aussage waren die Gegenstände auf seinem Feld gefunden worden. Bei einem folgenden Survey kamen noch römische Scherben zu Tage sowie Spuren einer illegalen Ausgrabung am nahegelegenen Hügel Kocaoğuz, jedoch keine Spuren von hethitischer Anwesenheit. Bei einer erneuten Befragung gab der Landwirt zu, dass die Stele auf dem Feld eines befreundeten Bauern bei Baslı Yan, zwischen Çay und Sultandağı, gefunden und auf seines verbracht worden war. Auch auf diesem Feld konnte eine Raubgrabung festgestellt werden, jedoch wiederum keine hethitischen Spuren. Die untersuchenden Archäologen schließen daraus, dass die Stele in späterer Zeit von ihrem originalen Standort als Baumaterial hierher transportiert wurde. Die Funktion der gefundenen römischen Steinfragmente lässt sich nicht klären. Die erste Veröffentlichung der Inschrift erfolgte 2003 durch Seracettin Şahin und Recai Tekoğlu.

## Beschreibung
Die Stele ist aus Granit mit geglätteten Rändern und einem runden oberen Abschluss. Sie ist 2,00 Meter hoch, unten 59 Zentimeter und oben 48 Zentimeter breit, die Dicke beträgt unten 26 und oben 23,5 Zentimeter. Sie trägt eine fünfzeilige Inschrift mit waagrechten Linien als Zeilentrenner. Die Inschrift ist in erhabenem Relief ausgeführt, wobei die Zeichen im Schnitt 2,5 Zentimeter hervorragen.
Die Schrift ist von einem etwa 1,3 Zentimeter breiten Rahmen umgeben, ihr Erhaltungszustand ist gut. Sie wird bekrönt von einer geflügelten Sonnenscheibe. Der Text beginnt linksläufig in der oberen rechten Ecke und setzt sich boustrophedon fort bis zum Ende links unten. Die Übersetzung lautet nach Rotislav Oreshko:
(Thanks to) the Storm-God of Walma, Tarba-Zunauli, prince, conquered/holds sway over the city of …-hwa/i-li. This stela to the Storm-God of Walma Tarba-Zunauli, prince, dedicated.
Der sonst unbekannte Prinz widmet die Stele dem Wettergott zum Dank für einen Sieg über ein ebenfalls unbekanntes Land oder eine Stadt. Sowohl der Name des Prinzen als auch der Stadt oder Region sind in der Lesung umstritten. Aufgrund der archaisch erscheinenden Zeichenformen halten Şahin und Tekoğlu eine Entstehung der Stele im ausgehenden 13. oder im frühen 12. Jahrhundert v. Chr. unter Tudḫaliya IV. oder Šuppiluliuma II. für wahrscheinlich. Rotislav Oreshko dagegen vermutet eine spätere Datierung, möglicherweise in der Übergangszeit vom Großreich zur späthethitischen Phase im 12. und 11. Jahrhundert v. Chr.